# Bovington Camp
Bovington Camp är en ort i Storbritannien.   Den ligger i kommunen Dorset och riksdelen England, i den södra delen av landet, 170 km sydväst om huvudstaden London. Bovington Camp ligger 41 meter över havet och antalet invånare är 1 926.
Terrängen runt Bovington Camp är platt. Runt Bovington Camp är det ganska tätbefolkat, med 108 invånare per kvadratkilometer. Närmaste större samhälle är Poole, 17,7 km öster om Bovington Camp. Omgivningarna runt Bovington Camp är en mosaik av jordbruksmark och naturlig växtlighet.